# Bob Lambert
Robert James Hamilton „Bob“ Lambert (* 18. Juli 1874 in Rathmines, Dublin; † 24. März 1956 in Rathfarnham, Dublin) war ein irischer Badminton- und Cricketspieler.

## Karriere
Bob Lambert konnte in seiner Karriere große Erfolge im Cricket und Badminton vorweisen. Im Cricket spielte er für die Auswahl Irlands. Im Badminton gewann er 1920 die Irish Open und siegte 1912, 1913 und 1923 bei den irischen Einzelmeisterschaften.

## Erfolge im Badminton
| Saison | Veranstaltung                 | Disziplin    | Platz | Name                          |
| ------ | ----------------------------- | ------------ | ----- | ----------------------------- |
| 1912   | Irland: Einzelmeisterschaften | Herreneinzel | 1     | R. H. Lambert                 |
| 1913   | Irland: Einzelmeisterschaften | Mixed        | 1     | R. H. Lambert / Nora Lambert  |
| 1920   | Irish Open                    | Herrendoppel | 1     | F. A. Kennedy / R. H. Lambert |
| 1923   | Irland: Einzelmeisterschaften | Mixed        | 1     | R. H. Lambert / M. Homan      |